# Endophysik
Endophysik (Physik von innen) ist ein von Otto E. Rössler und David Finkelstein geprägter Begriff für Systeme, bei denen keine Trennung zwischen Objektsystem und Beobachter vorgenommen wird. 
Die Endophysik geht davon aus, dass der Kosmos zwar deterministisch ist, ihn aber niemand von außen sieht. Die Gedanken, die sich ein Mensch macht, also die physikalischen Prozesse in seinem Gehirn, sind Teil dieser Welt und können daher kein rein objektives Bild derselben wiedergeben.